# Тиноаса (Вранча)
Тиноаса (рум. Tinoasa) насеље је у Румунији у округу Вранча у општини Думитрешти. Oпштина се налази на надморској висини од 430 m.

## Становништво
Према подацима из 2002. године у насељу је живело 231 становника, од којих су сви румунске националности.